# Eurofor
La EUropean Rapid Operational FORce (Eurofor) (Forze operativa europea a reazione rapida) è stata una forza multinazionale europea ad intervento rapido composta dai reparti di Francia, Italia, Spagna e Portogallo.
Acquartierata nella città italiana di Firenze, aveva uno staff permanente in grado di comandare operazioni da unità fino a livello Divisione leggera.

Eurofor è stata costituita nel 1995, ed era impiegata direttamente dall'Unione dell'Europa Occidentale.

I suoi compiti rientravano nelle missioni di Petersberg comprese le missioni umanitarie, di mantenimento della pace e di imposizione della pace. Con la fusione di diversi elementi dell'Unione dell'Europa Occidentale nell'Unione europea,  Eurofor è diventata una componente della PESD.
Il Comando Eurofor è stato soppresso in data 2 luglio 2012.
Formalmente, Eurofor rispondeva direttamente al Comitato militare dell'Unione europea.

## Missioni
Eurofor è stato coinvolto nelle operazioni in Albania, in Macedonia, in Ciad e nella Repubblica Centrafricana.
La missione in albania fu attivata in risposta ad una crisi umanitaria in seguito alla guerra del Kosovo. L'implementazione fu inizialmente parte della operazione NATO "Allied Harbour" e una volta che le forze terrestri della NATO entrarono missione in Kosovo, Eurofor passò a compiti di difesa delle linee di approvvigionamento della NATO attraverso l'Albania. 
La missione in Macedonia fu condotta sotto l'egida dell'Unione Europea, come missione EUFOR Concordia. Tale missione iniziò il 31 marzo 2003, terminando il 15 dicembre 2004, su richiesta delle autorità macedoni, con il fine di portare stabilità e sicurezza in Macedonia.

## Organizzazione
La Eurofor era strutturata su un Comando e da uno Stato Maggiore che gestiva il comando del quartier generale di Firenze, responsabile di fornire il supporto logistico-amministrativo all'Eurofor e delle cellule G8 (Affari finanziari), X0 e PIO (affari legali) dello Stato Maggiore. Dipendevano inoltre dal Capo di Stato Maggiore il Sottocapo di Stato Maggiore delle Operazioni e il Sottocapo di Stato Maggiore dei Supporti. Dal primo ruolo, dipendevano le cellule G2 (informazioni), G3-G7 (pianificazione e affari generali) e G5-G9 (condotta operativa, Cimic) dello Staff, mentre il secondo ruolo era responsabile delle cellule G1 (personale), G4 (logistica) e G6 (telecomunicazioni e informatica) dello Staff.
In quella che era la sede del comando di EUROFOR, allocato presso la caserma “Predieri” nel rione di Rovezzano, si è insediato il Comando Divisione "Friuli" costituitosi in seguito alla riconfigurazione del 1º Comando Forze di Difesa (1° FOD) di Vittorio Veneto in comando di Divisione con contemporaneo trasferimento a Firenze.